# Сборная Эстонии по шахматам
Сборная Эстонии по шахматам представляет Эстонию на международных шахматных турнирах. Контроль и организацию осуществляет Эстонская шахматная федерация. Наивысший рейтинг сборной — 2580 (1998).
| Шахматная олимпиада             | Шахматная олимпиада | Шахматная олимпиада |
| Год                             | Город               | Место               |
| ------------------------------- | ------------------- | ------------------- |
| 1935                            | Варшава             | 11 место            |
| 1937                            | Стокгольм           | 7 место             |
| 1939                            | Буэнос-Айрес        | 3 место             |
| Олимпиады 1950—1990 пропустила. |                     |                     |
| 1992                            | Манила              | 25 место            |
| 1994                            | Москва              | 17 место            |
| 1996                            | Ереван              | 49 место            |
| 1998                            | Элиста              | 40 место            |
| 2000                            | Стамбул             | 25 место            |
| 2002                            | Блед                | 43 место            |
| 2004                            | Кальвиа             | 32 место            |
| 2006                            | Турин               | 46 место            |
| 2008                            | Дрезден             | 33 место            |
| 2010                            | Ханты-Мансийск      | 26 место            |
| 2012                            | Стамбул             | 80 место            |
| 2014                            | Тромсё              | 79 место            |
| 2016                            | Баку                |                     |

| Командный чемпионат Европы | Командный чемпионат Европы | Командный чемпионат Европы |
| Год                        | Город                      | Место                      |
| -------------------------- | -------------------------- | -------------------------- |
| 1992                       | Дебрецен                   | 34 место                   |
| 1997                       | Пула                       | 13 место                   |
| 1999                       | Батуми                     | не участвовала             |
| 2001                       | Леон                       | не участвовала             |
| 2003                       | Пловдив                    | 30 место                   |
| 2005                       | Гётеборг                   | 26 место                   |
| 2007                       | Ираклион                   | 28 место                   |
| 2009                       | Нови Сад                   | не участвовала             |
| 2011                       | Порто Каррас               | не участвовала             |
| 2013                       | Варшава                    | не участвовала             |
| 2015                       | Рейкьявик                  | не участвовала             |
| 2017                       | Крит                       | не участвовала             |
| 2019                       | Батуми                     | 27 место                   |

## Статистика
| Турнир                     | Участий | Годы                 | Лучший результат |
| -------------------------- | ------- | -------------------- | ---------------- |
| Шахматная олимпиада        | 14      | 1935—1939, 1992—2012 | (1939)           |
| Командный чемпионат Европы | 5       | 1992—1997, 2003—2007 | 13 место (1997)  |

## Состав сборной

### Состав сборной 2012
| Доска           | Шахматист       | Рейтинг |
| --------------- | --------------- | ------- |
| 1-я             | Павел Воробьёв  | 2156    |
| 2-я             | Марк Лапидус    | 2129    |
| 3-я             | Сандер Кукк     | 2173    |
| 4-я             | Роман Ежов      | 2185    |
| резервная       | Оттомар Ладва   | 2153    |
| Сборная Эстонии | Сборная Эстонии | 2167    |

### Гвардейцы
Чаще других за сборную выступали: 
- Олав Сепп — 12 турниров.
- Кайдо Кюлаотс — 10 турниров.

## Достижения

### Сборной
Шахматная олимпиада
- Бронзовый призёр — 1939

### Индивидуальный зачёт
В личном зачёте за эстонскую сборную удачно выступали:
Шахматная олимпиада
- Гуннар Фридеман — 1939, 4-я доска.
- Пауль Керес — 1937, 1-я доска.
- Яан Эльвест — 1994, 2-я доска.

Командный чемпионат Европы по шахматам
- Рихо Лийва — 2007, 4-я доска

## Эстонские шахматисты всборной СССР
- Пауль Керес (1952—1964)
- Яан Эльвест (1988)